# Hankook Ilbo
Le Hankook Ilbo (« Le Quotidien de Corée ») est un quotidien sud-coréen, de sensibilité centriste. En 2010, son tirage s'élève à 1 000 000 exemplaires. L'équipe du quotidien publie également un hebdomadaire, Chugan Hankook.

### Sources
- Présentation des médias sud-coréens sur le site BiblioMonde.